# Franco Donatoni
Franco Donatoni (Verona, 9 de junho de 1927 — Milão, 17 de agosto de 2000) foi um compositor contemporâneo italiano.